# 세포응용연구사업단
세포응용연구사업단은 서울시 서대문구 신촌동 134 연세대학교 의료원 구 외래진료소 지하 1층에 위치하고 있는 교육과학기술부 21세기 프론티어연구개발사업을 진행하고 있는 사업단이다. 2001년 12월 과학기술부 주관기관이며, 차세대산업개발을 위한 '21세기 프론티어 연구 개발 과제'로 시작되었다. 2002년 5월 사업단의  서울대학교 의대 교수 문신용을 1대 단장으로 선정되었으며 2006년 8월부터 현재 2대 단장으로 연세대 교수인 김동욱이 재직하고 있다. 세포응용연구사업단은 학계와 산업계와 연계시켜 '줄기세포의 연구촉진과 이에 대한 산업화'가 주업무이며 매년 '국제심포지엄'을 개최 하고 있다. 학계에서 알려진 줄기세포학자를 망라하였으나 황우석과 박세필은 참여하지 않은 것으로 알려지고 있다.

## 사업개요
- 분화조절 신기술 개발
- 진화모델 동물 응용 세포치료법 개발
- 세포이식 제반기술 확보
- 한국인 호발 난치병 세포치료법 개발
- 성체줄기세포 연구
- 배아줄기세포 연구
- 줄기세포은행 구축
- 분화관련 유전체 및 단백체 정보 네트워크 구축

## 황우석 사건과의 연관성
현재 1대 단장이었던 문신용 교수는 논란이 되고 있는 황우석 교수 사건에서 2004년 사이언스 논문의 교신저자로 참여하였다. 이후 2004년 사이언스 논문을 과기부에 제출하여 2005년 3월 '최우수사업단'으로 선정되었다. 그러나, 문신용 교수는 황우석 교수 사건에서 서울대조사위에 2005년도 사이언스 논문 뿐만 아니라, 2004년 사이언스논문이 조작되었다고 제보하였다. 황우석 교수 사건에서 또 한가지 논란은 서울대 조사위원회 위원 8명중 3명이 세포응용연구사업단 위원이란 사실이 밝혀져 '공정한 연구검증 자격'에 대한 시비를 불러일으켰다. 그외 세포응용연구사업단이 그 당시 소속위원이었던 윤현수에게 6천만 원의 자금을 편취당한 정황이 검찰에 의해 밝혀져 윤현수는 불구속기소되어 재판이 진행 중이다.